# لي رولي
لي رولي هو سياسي بريطاني، ولد في 11 سبتمبر 1980 في تشيسترفيلد في المملكة المتحدة. نشط حزبياً في حزب المحافظين. في الانتخابات العامة في المملكة المتحدة 2019، انتخب عضو البرلمان الثامن والخمسين للمملكة المتحدة ‏ عن دائرة داربيشير الشمالية الشرقية وقد انضم خلال فترته النيابية ‏ (12 ديسمبر 2019 – ) للكتلة البرلمانية حزب المحافظين وفي الانتخابات العامة في المملكة المتحدة 2017، انتخب عضو البرلمان السابع والخمسين للمملكة المتحدة ‏ عن دائرة داربيشير الشمالية الشرقية وقد انضم خلال فترته النيابية ‏ (8 يونيو 2017 – 6 نوفمبر 2019) للكتلة البرلمانية حزب المحافظين.